# Jacqueline Dubrovich
Jacqueline Dubrovich (conocida como Jackie Dubrovich; Riverdale, 18 de julio de 1994) es una deportista estadounidense que compite en esgrima, especialista en la modalidad de florete.
Participó en dos Juegos Olímpicos de Verano, obteniendo una medalla de oro en París 2024, en la prueba por equipos (junto con Lee Kiefer, Lauren Scruggs y Maia Weintraub), y el cuarto lugar en Tokio 2020, en la misma prueba..
Ganó dos medallas en el Campeonato Mundial de Esgrima, plata en 2022 y bronce en 2019, y dos medallas de oro en los Juegos Panamericanos, en los años 2019 y 2023.

## Palmarés internacional
| Juegos Olímpicos     | Juegos Olímpicos   | Juegos Olímpicos  | Juegos Olímpicos    |
| Año                  | Lugar              | Medalla           | Prueba              |
| -------------------- | ------------------ | ----------------- | ------------------- |
| 2024                 | París (Francia)    | Medalla de oro    | Florete por equipos |
| Campeonato Mundial   |                    |                   |                     |
| Año                  | Lugar              | Medalla           | Prueba              |
| 2019                 | Budapest (Hungría) | Medalla de bronce | Florete por equipos |
| 2022                 | El Cairo (Egipto)  | Medalla de plata  | Florete por equipos |
| Juegos Panamericanos |                    |                   |                     |
| Año                  | Lugar              | Medalla           | Prueba              |
| 2019                 | Lima (Perú)        | Medalla de oro    | Florete por equipos |
| 2023                 | Santiago (Chile)   | Medalla de oro    | Florete por equipos |